# Врапчиште (община)
Община Врапчиште (мак. Општина Врапчиште) — община в Північній Македонії. Адміністративний центр — село Врапчиште. Розташована на північному заході  Македонії, Полозький статистично-економічний регіон, з населенням 25 399 мешканців, які проживають на площі — 157,98 км².